# Klein- und Großau
Klein- und Großau ist eine Katastralgemeinde der Gemeinde Reichenau an der Rax im Bezirk Neunkirchen in Niederösterreich.

## Siedlungsentwicklung
Zum Jahreswechsel 1979/1980 befanden sich in der Katastralgemeinde Klein- und Großau insgesamt 210 Bauflächen mit 92.781 m² und 284 Gärten auf 459.939 m², 1989/1990 gab es 209 Bauflächen. 1999/2000 war die Zahl der Bauflächen auf 867 angewachsen und 2009/2010 bestanden 401 Gebäude auf 872 Bauflächen.

## Bodennutzung
Die Katastralgemeinde ist landwirtschaftlich geprägt. 349 Hektar wurden zum Jahreswechsel 1979/1980 landwirtschaftlich genutzt und 1851 Hektar waren forstwirtschaftlich geführte Waldflächen. 1999/2000 wurde auf 327 Hektar Landwirtschaft betrieben und 2906 Hektar waren als forstwirtschaftlich genutzte Flächen ausgewiesen. Ende 2018 waren 278 Hektar als landwirtschaftliche Flächen genutzt und Forstwirtschaft wurde auf 2169 Hektar betrieben. Die durchschnittliche Bodenklimazahl von Klein- und Großau beträgt 21,7 (Stand 2010).